# Копиле (манхва)
Копиле (кореј. 후레자식, Hulejasig) јужнокорејски је вебтун и манхва који је написао Карнби Ким, а илустровао Јонгчан Хванг. Објављивао се од 4. јула 2014. до 6. маја 2016. године на платформи Webtoon. Поглавља су сакупљена у пет томова које је 2017. године у штампаном формату издала компанија Dream Sodam.
У Србији, издавачка кућа Најкула је на промоцији серије Solo Leveling, одржане 16. маја 2023. године, најавила да ће преводити Копиле на српски језик.
Вебтун је због прекомерног приказа насиља 2016. године оптужен за кршење Закона о заштити деце у Јужној Кореји, те се стрип више не сматра прикладним за млађе узрасте.

## Радња
Сеон Џин је жртва вршњачког насиља, али његов највећи силеџија је његов отац. На површини, отац му се чини нормалним, али он је у ствари серијски убица који тера свог сина да му буде саучесник. Једног дана његовом оцу за око западне нова ученица, па Сеон мора да одлучи да ли ће му се напокон супротставити или пустити девојку да постане још једна жртва.

## Списак томова
| Бр. | Првобитни датум издања | Првобитни      | Датум издања на српском | на српском        |
| --- | ---------------------- | -------------- | ----------------------- | ----------------- |
| 1   | 20. април 2017.        | 979-1160270112 | 28. септембар 2023.     | 978-86-6106-035-9 |
| 2   | 20. април 2017.        | 979-1160270129 | 14. децембар 2023.      | 978-86-6106-044-1 |
| 3   | 25. мај 2017.          | 979-1160270136 | 31. март 2024.          | 978-86-6106-052-6 |
| 4   | 5. јун 2017.           | 979-1160270143 | 12. јун 2024.           | 978-86-6106-060-1 |
| 5   | 5. јун 2017.           | 979-1160270150 | 19. октобар 2024.       | 978-86-6106-072-4 |

## Спољашњи извори
- Одељак о стрипу на вебсајту MyAnimeList (језик: енглески)